# The Devil’s Point
The Devil’s Point (dt.: „Spitze des Teufels“, gäl.: Bod an Deamhain „Der Penis des Teufels“) ist ein 1004 m hoher, als Munro klassifizierter Berg in den Cairngorms, einem Gebirgsmassiv der schottischen Highlands.

## Geografie

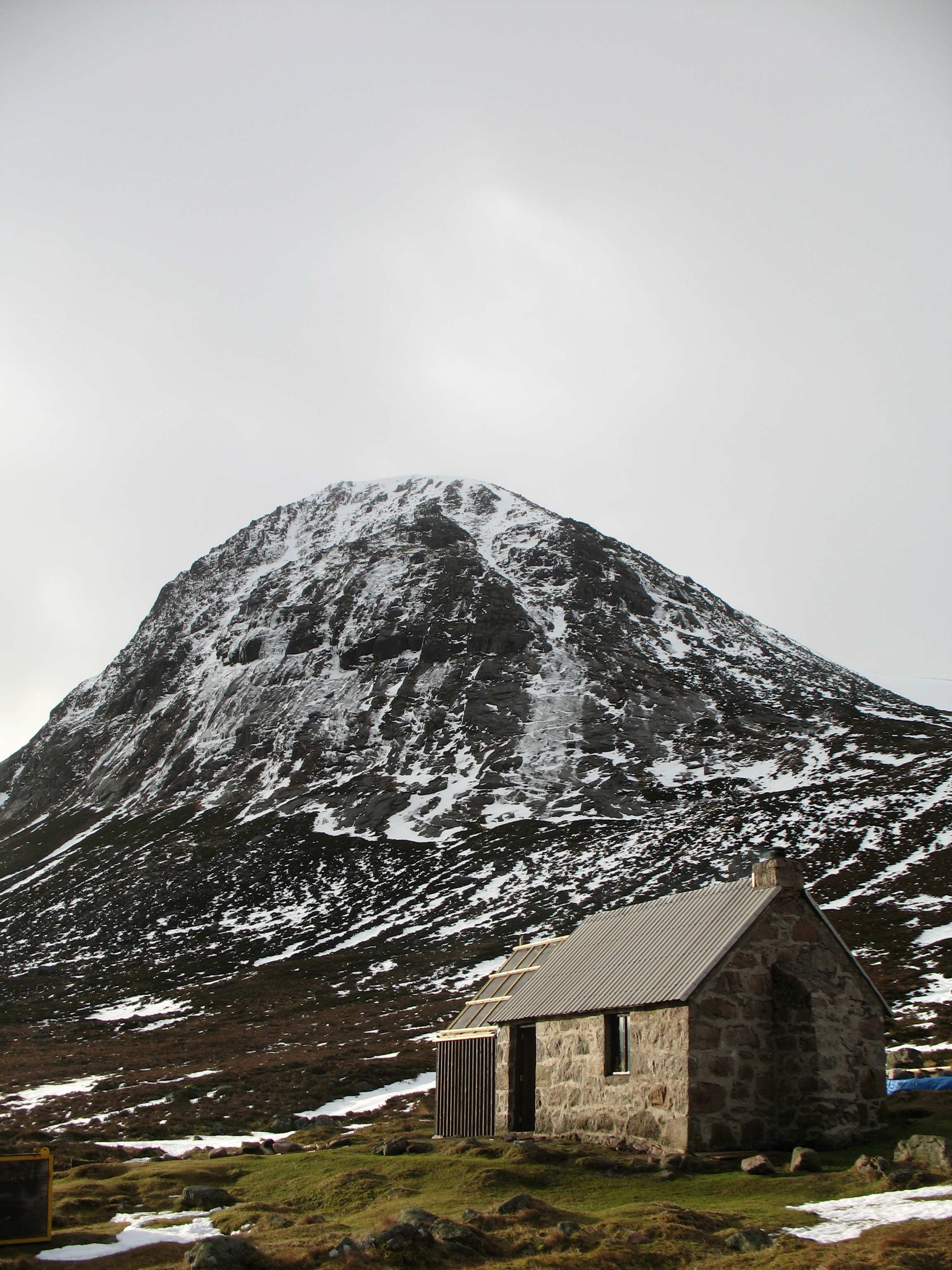
Die Ostwand von The Devil’s Point mit der Corrour Bothy im Winter

The Devil’s Point liegt oberhalb des noch jungen Flusses Dee im westlichen Teil des Cairngorm-Plateaus, dessen höchsten Punkt der nördlich gelegene Braeriach darstellt. Er besteht wie die meisten Berge des Massivs hauptsächlich aus Granit. Auffällig ist seine Ostwand, die sich felsig steil rund 650 Meter aus dem Talboden des Glen of Dee erhebt.

## Name
Einer unbestätigten Erzählung nach entstand der unverfängliche englische Name bei einer Wanderung der englischen Königin Victoria in den Cairngorms: Als sie ihren einheimischen Bergführer (in Schottland teilweise Ghillie genannt) John Brown nach dem Namen des auffallenden Berges fragte, erfand er den englischen Namen, um die Königin nicht durch eine wörtliche Übersetzung des gälischen in Verlegenheit zu bringen.

## Besteigung
Der Gipfel ist unter Umgehung der steilen Ostseite ohne technische Schwierigkeiten erreichbar, allerdings mit einem langen Anmarsch verbunden. Der kürzeste Weg von einer öffentlichen Straße ist 16 km lang. Er führt vom Wasserfall Lin of Dee oberhalb der Ortschaft Inverey zunächst als breiter Feldweg das Tal des Dee aufwärts bis zur White Bridge, an der rechts ein Fußpfad abzweigt und dem Lauf des Dee folgt. Der Pfad teilt sich an einer Brücke nahe der Corrour Bothy erneut – eine öffentlich zugängliche, unbewirtschaftete Schutzhütte, in der übernachtet werden kann. An der Bothy vorbei steigt der Pfad nun etwas steiler an der nordöstlichen Flanke von The Devil’s Point auf die Hochfläche des westlichen Cairngorm-Plateaus, von wo aus der Gipfel schnell erreicht werden kann.
Ein weiterer Weg führt von Norden her über Braeriach, Sgòr an Lochain Uaine und Cairn Toul, dieser ist jedoch wesentlich länger und kann auf zwei Tage aufgeteilt werden, mit Übernachtung in der Corrour Bothy.